# Lenartowo
Lenartowo is een dorp in de Poolse woiwodschap Koejavië-Pommeren. De plaats maakt deel uit van de gemeente Jeziora Wielkie en telt 140 inwoners.